# Marianne Lindberg De Geer

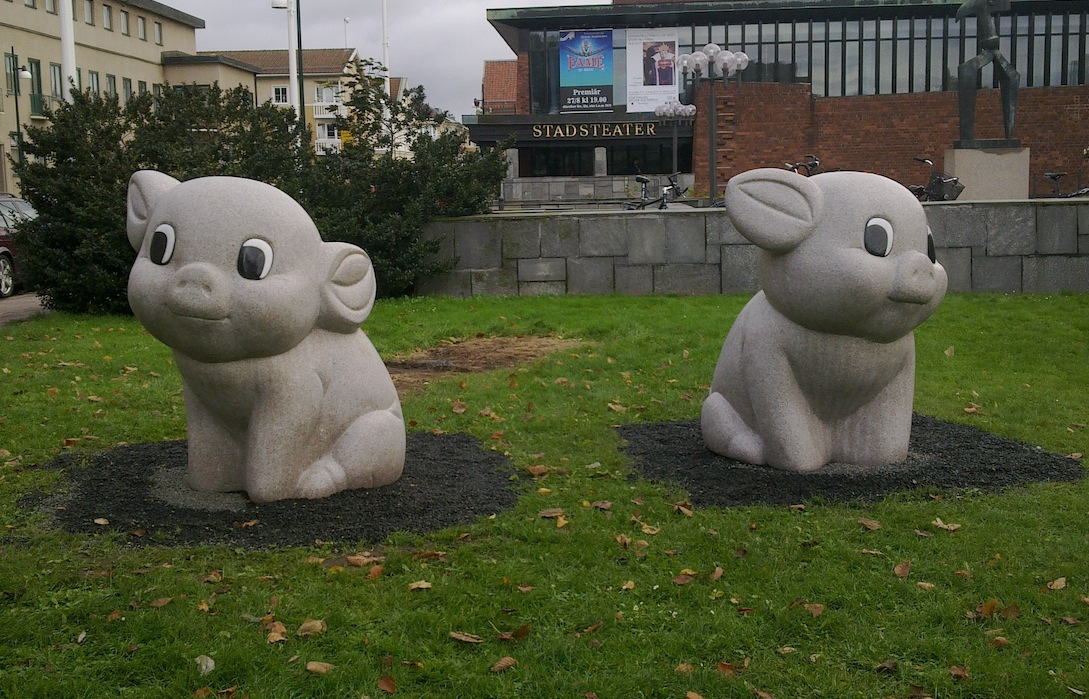
Piglets, Storgatan i Skövde.

Gun Marianne Lindberg De Geer, född 12 februari 1946 i Engelbrekts församling i Stockholm, är en svensk konstnär, dramatiker, författare, teaterregissör och kulturskribent på Expressen.

## Biografi

Bronskvinnorna, eller Jag tänker på mig själv, 2005, utanför Växjö konsthall.

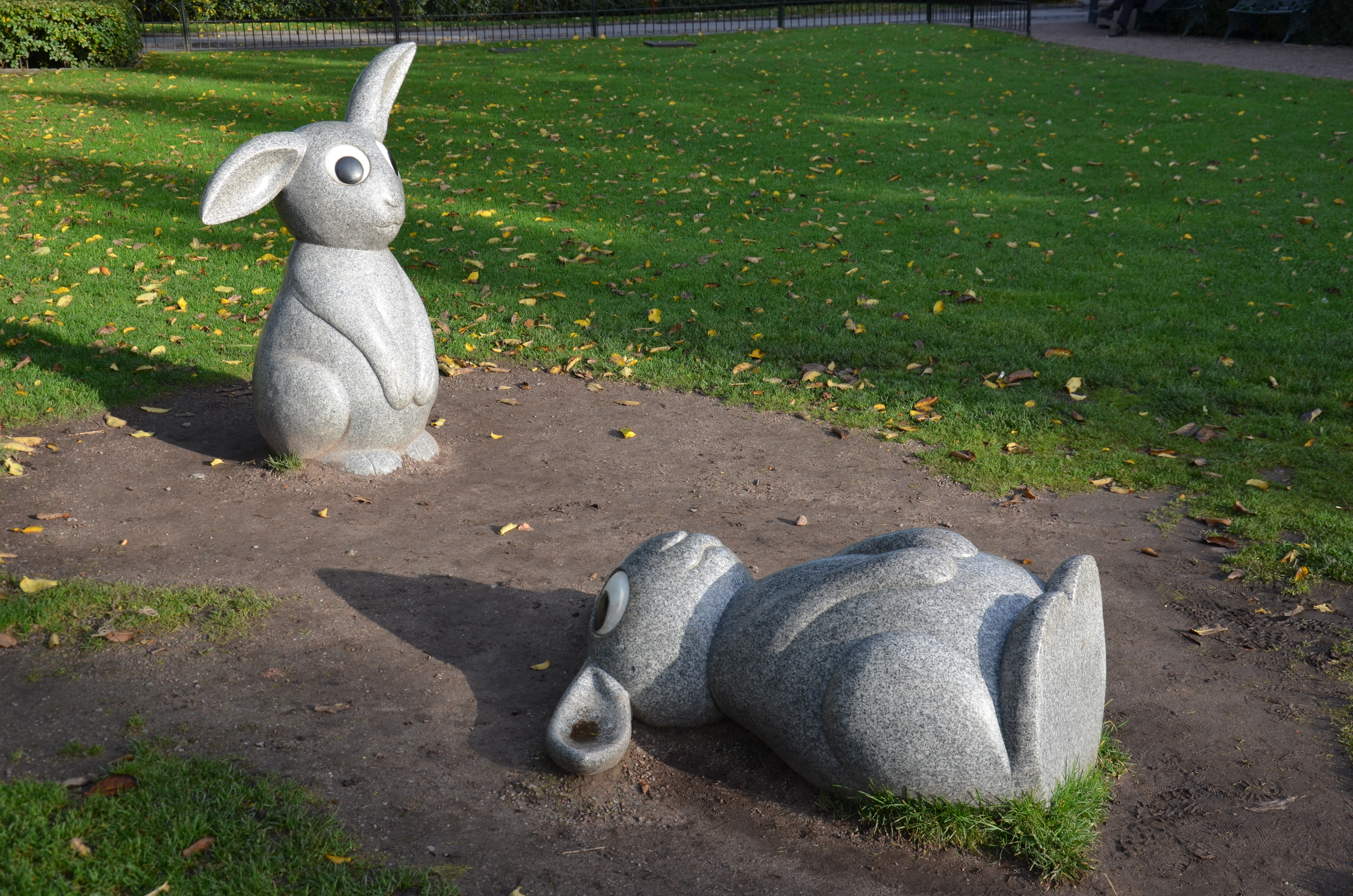
A Study in Unhuman Sexual Expectations, Karl XII:s torg i Stockholm.

Marianne Lindberg De Geer är uppvuxen i Köping och Jönköping. Hon är dotter till överläkaren och violinisten Gösta Lindberg och Rödakorssjuksköterskan och distriktssekreteraren i Röda Korset, Gun, ogift Bergström, samt sondotter till kompositören Johan Olof Lindberg.
Många av Marianne Lindberg De Geers verk har provocerat och skapat debatt. Jag tänker på mig själv – Växjö har vandaliserats vid ett flertal tillfällen och skapat kulturdebatt i såväl press som teve. Även verket Mate Hunting i Borås, centralt placerat i Stadsparken, har utstått upprepad skadegörelse och lokal konstdebatt.
Hon visade på en helsida en målning föreställande Gudrun Schyman med namnet Jag tänker på mig själv – Gudrun, med Gudrun Schyman i Barack Obama-pose hämtad från en bild ur Barack Obamas valkampanj från Presidentvalet i USA 2008. Målningen skänktes sedan till Statens porträttsamling.
Hon debuterade som dramatiker 2007 på Dramaten med pjäsen Jag tänker på mig själv i regi av Andreas Boonstra. Regidebuterar på Stockholms stadsteater i september 2013 med egna pjäsen Johnny Boy, som bygger på hennes förhållande med musikern Björn Afzelius.  
Marianne Lindberg De Geer är representerad på bland annat Moderna Museet, Nationalmuseum (Gripsholmssamlingen), Skissernas museum, Wanås Stiftelse, Norrköpings konstmuseum, Konstmuseet i Skövde och Göteborgs konstmuseum. Hon var ledamot av Statens konstråds styrelse 1996–1999 och ledamot av Kulturrådet 2003–2010. Hon lämnade sin tjänst som chef för Konst & Design på Kulturhuset Stadsteatern i Stockholm i januari 2016, vid 69 års ålder.
2017, vid 71 års ålder, debuterade hon som skönlitterär författare med romanen På drift, Brombergs förlag.

### Privatliv
Marianne Lindberg De Geer är gift med Carl Johan De Geer sedan 1987. Hon har tre barn: sonen Anders med fotografen Björn Rantil, dottern Rebecca med sångaren Björn Afzelius och sonen Ernst med Carl Johan De Geer.

## Utmärkelser
- Stockholms stads hederspris 1997
- Årets konstnär i Aftonbladet 2009
- Ugglepriset, ett pris som delas ut av Humanistiska föreningen vid Stockholms universitet 2010
- TCO:s kulturpris för 2011, 2012, med motiveringen: ”Hennes ständigt samtida formspråk låser sig inte i konventioner eller tidsåldrar, men breddar och fördjupar och väjer inte för svåra eller förment banala ämnen i sin konst. En stark och nödvändig röst i den offentliga debatten”

## Teater

### Scenografi och kostym
Hon har sedan 1970-talet frilansat som kostymör med början i frigruppen Nationalteatern, Tältprojektet och till bland annat Kulturhuset Stadsteatern och Dramaten i Stockholm, där hon också gjort kostym till sina egna pjäser. Lindberg De Geer har också arbetat med film, bland annat tv-serier med Carl Johan De Geer och Håkan Alexandersson (Meyerateljéerna)
- På 1970-talet arbetade hon med Nationalteatern, Göteborg, med mask och kostym i ett flertal uppsättningar
- Från 1986 har hon samarbetat med filmbolaget Meyerateljéerna i diverse tv- och filmproduktioner med mask, kostym och scenografi
- Under 1990-talet: mask på ett flertal uppsättningar på teater Galeasen

| År   | Produktion              | Upphovsmän                        | Regi                      | Teater                        | Noter                       |
| ---- | ----------------------- | --------------------------------- | ------------------------- | ----------------------------- | --------------------------- |
| 1977 | Tältprojektet           |                                   |                           |                               | Kostym                      |
| 1986 | Affären Danton          |                                   |                           | Unga Klara                    | mask                        |
| 1993 | I fru Vennermans fall   | Marie-Louise Ekman                | Gösta Marie-Louise Ekman  | Kilen, Kulturhuset, Stockholm |                             |
| 1996 | Syrener                 |                                   |                           | Unga Klara                    | mask och kostym             |
| 1996 | Irinas nya liv          |                                   |                           | Unga Klara                    | mask och kostym             |
| 2001 | JB (Jonas Birgersson)   |                                   |                           | Unga Klara                    | scenografi                  |
| 2002 | Magister Bläckstadius   |                                   |                           | Riksteatern                   | kostym                      |
| 2004 | Land du välsignade      | Kent Andersson och Anders Wällhed | Anders Wällhed            | Helsingborgs stadsteater      | Kostym                      |
| 2004 | Födelsedagsfesten       |                                   |                           | Malmö dramatiska teater       | mask, kostym och scenografi |
| 2007 | Jag tänker på mig själv | Marianne Lindberg De Geer         |                           | Dramaten                      | kostym och mask             |
| 2010 | Full Speed Ahead        | Marianne Lindberg De Geer         |                           | Stockholms stadsteater        | kostym                      |
| 2013 | Johnny Boy              | Marianne Lindberg De Geer         | Marianne Lindberg De Geer | Stockholms stadsteater        | scenografi                  |
| 2014 | Under belägring         | Marianne Lindberg De Geer         | Marianne Lindberg De Geer | Dramaten                      | scenografi och kostym       |

### Uppsättningar (regi)
| År   | Produktion      | Upphovsmän                                                         | Teater                 |
| ---- | --------------- | ------------------------------------------------------------------ | ---------------------- |
|      | Flickvännen     | Karolina Ramqvist Bearbetning för scenen Marianne Lindberg De Geer |                        |
| 2013 | Under belägring | Marianne Lindberg De Geer                                          | Dramaten               |
| 2014 | Johnny Boy      | Marianne Lindberg De Geer                                          | Stockholms stadsteater |

### Dramatik
- Jag tänker på mig själv, Dramaten, 2007
- Full Speed Ahead, Stockholms Stadsteater 2010
- Johnny Boy, Stockholms Stadsteater, 2013
- Under belägring, Dramaten 2014